# Sylvain Sauvage
Pour les articles homonymes, voir Sauvage.
Félix Roy, dit Sylvain Sauvage, né à Baume-les-Messieurs (Jura) le 8 mai 1888 et mort à Paris en janvier 1948, est un illustrateur et technicien du livre français.
Il a été exposant du Salon des artistes décorateurs et directeur de l'École Estienne. Il a illustré de nombreux ouvrages.
Il a épousé en premières noces l'illustratrice de mode Charlotte Grappe-Roy.

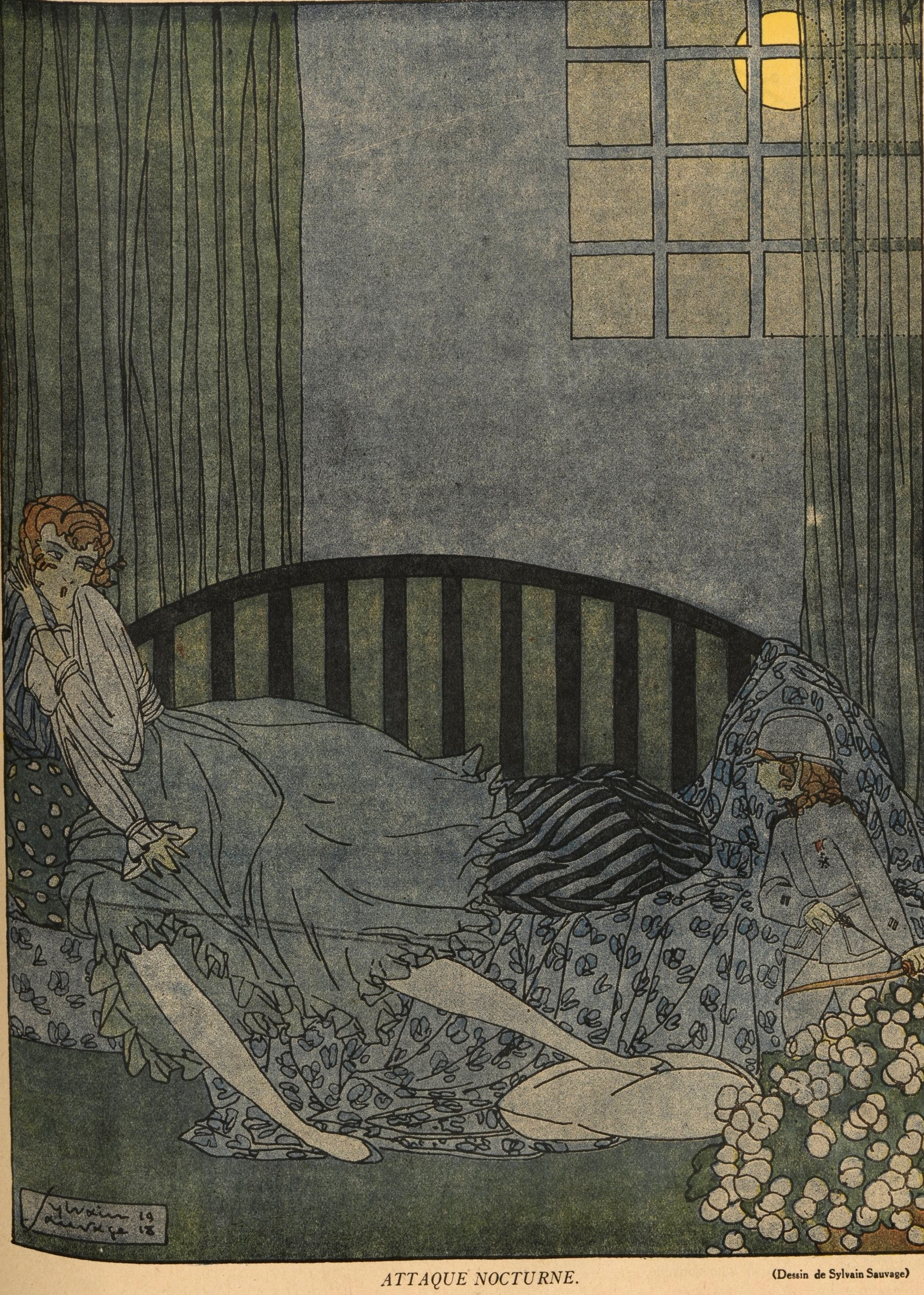
« Attaque nocturne », publié dans La Baïonnette, 25 juillet 1918.

## Contributions bibliophiliques
- Voltaire, L'Ingénu, René Kieffer, 1922.
- Balzac, La Fille aux yeux d'or, G. Crès, 1923.
- Restif de la Bretonne, Monsieur Nicolas ou le cœur humain dévoilé. Mémoires intimes de Restif de la Bretonne, illustrés par Sylvain Sauvage, Henri Jonquières, 1924.
- La Vie de garçon dans les hôtels garnis de la Capitale, nouvelle édition, précédée d'une introduction bibliographique par Pierre Dufay et illustrée de 80 bois originaux de S. Sauvage, Cuisin, Jean Fort éditeur, 1924.
- Tallemant de Réaux, Les Belles Dames de Paris, préface de Gérard Bauër, Paris, Le Livre, coll. « Le livre du lettré », 1924.
- Anatole France, Les sept femmes de la Barbe Bleue et autres contes merveilleux, Paris, A.&G. Mornay, 1925.
- Marquis de Sade, Ernestine, Cabinet du Livre, Jean Fort Éditeur, Paris, 1926 : 10 eaux-fortes.
- Casanova, Une aventure de Casanova, Histoire complète de ses amours avec la belle C. C. et la religieuse de Muran, compositions de Sylvain Sauvage gravées avec la collaboration de E. Feltesse. Paris, [chez l'artiste], 1926.
- Henri de Régnier, Le Mariage de Minuit, Paris, Plicque, 1926.
- Candide de Voltaire, chez l'Artiste (imprimé chez Frazier-Soye et Haasen), 1928.
- Contes antiques de Pierre Louÿs, aux  Éditions du bois sacré, Paris, 1929[1].
- Le Bon Plaisir d’Henri de Régnier, La Roseraie, 1929 : 20 eaux-fortes en couleurs et vingt bois gravés.
- La Troisième Jeunesse de madame Prune de Pierre Loti, Calmann-Levy, 1936.
- Pierre Loti, Madame Chrysanthème, Paris, Calmann Lévy, 1936.
- Anatole France, Les dieux ont soif, Bruxelles, Éditions du Nord, 1938.
- Edmond Rostand, L'aiglon, illustrations de A.-E. Marty, bandeaux et culs-de-lampe décoratifs de Sylvain Sauvage gravés sur bois par Gilbert Poilliot, Éditions Pierre Lafitte, Paris, 1939.
- Edmond Rostand, La Samaritaine. La Princesse lointaine. Le Bois sacré, illustrations, bandeaux et culs-de-lampe décoratifs de Sylvain Sauvage, gravés sur bois par Gilbert Poilliot, Paris, Librairie Pierre Lafitte, 1939.
- Edmond Rostand, Les Romanesques ; Les Deux Pierrots ; La Dernière Nuit de Don Juan, Librairie Pierre Laffitte, 1939 ; illustrations d'Auguste Leroux, bandeaux et culs-de-lampe de Sylvain Sauvage.
- Sappho, Poésies, Émile Chaumontin, 1941.
- Nez-de-Cuir, gentilhomme d'amour de Jean de la Varende, 1941.
- Le Cantique des Cantiques du Roi Salomon, Plaquette publicitaire pour le parfum n°1 d'Anny Blatt, 1946. 1 gravure sur bois en couleurs numérotée.
- Jean-Anthelme Brillat-Savarin, La physiologie du goût, Paris, Éditions littéraires et artistiques, 1945.
- Yves Gandon, Le Pavillon des délices regrettées, M. Lubineau, 1946.